# オーリック (企業)
株式会社オーリックは、鹿児島県鹿児島市西別府町に本社を置く、酒類および食品類の卸売などを営む会社。

## 沿革
・1989年
創業「株式会社酒のキンコー」設立  鹿児島市宇宿2丁目に酒のキンコー宇宿店（1号店）オープン
・1992年
酒のキンコー与次郎店（7号店）OPEN
・1998年
酒類業務用卸に進出
・2003年
宮崎県進出  BOOKOFF加盟  アクアクララジャパン加盟
・2004年
業務スーパー1号店（出水店）オープン  エイブル加盟 アクアクララプラント施工
・2005年
株式会社幸田4拠点グループ化（福岡・北九州・熊本・鹿児島）  エイブル天文館店・エイブル騎射場店（現荒田鹿大通り店）OPEN  クリスタルクララ加盟（アクラクララ加盟解約）
・2006年
有限会社灘小酒店グループ化  目野酒販グループ化
・2007年
新商号・新屋号「オーリック」へ（幸田の九州4社/酒のキンコー業務用卸部門を統合）
・2009年
ワールドセラー東映8店舗をグループ化、1年後に統合  介護事業進出  リサイクル事業進出
・2010年
株式会社酒のキンコー 本社移転（ 鹿児島市上荒田→ 鹿児島市西別府町へ）  業務スーパー上荒田店オープン
・2011年
業務用食材卸スタート（ 業務スーパー上荒田店にて）
・2013年
万代ホームをグループ化
・2015年
ALLIQ　ホールディングス化  酒類事業　株式会社オーリック設立
・2017年
那の津新センター竣工  クリクラプラント竣工
・2019年
創業30周年事業
・2021年
トキメキ家具雑貨店（現：トキメキの森）オープン
・2023年
代表取締役社長交代  濵田龍彦 代表取締役会長に就任  濵田龍太郎 代表取締役社長に就任
・2024年
株式会社マルヤスグループ化
・2024年
福岡市内エリア…拠点1・店舗16  北九州エリア…拠点1・店舗9  久留米佐賀エリア…拠点1・店舗6  山口エリア…店舗7  長崎エリア…拠点1・店舗1  大分エリア…拠点1・店舗7  熊本エリア…拠点1・店舗8  宮崎エリア…拠点1・店舗5  鹿児島エリア…拠点1・店舗16  業務スーパー…鹿児島：店舗6・熊本：店舗1  熊本屋台村運営

## 酒のキンコー
酒のキンコーは同社がオーリックに社名変更する以前の社名である。
鹿児島初の酒のディスカウント店として創業。

業務用酒類卸・酒類店舗を始めに、幅広い事業を展開した。